# Laura Ledesma
Laura Ledesma Alarcón (Madrid, 2 de junio de 1993) es una actriz, cantante y modelo española, conocida por interpretar el papel de Julia María Infante Lou / Julia María Cruz Lou en la telenovela Dos vidas.

## Biografía
Laura Ledesma nació el 2 de junio de 1993 en Madrid (España), además de la actuación también se dedica al canto y al teatro y además del español domina el inglés y el alemán.

## Carrera
Laura Ledesma en el 2007 inicia su carrera como actriz, gracias a la escuela ORSON the KID, interpretó el papel de Nuria en la película Los veraneantes dirigida por Jorge Viroga. Se formó en el estudio de Juan Carlos Corazza El Centro del Attore o Prima Squadra. También ha realizado varios cursos intensivos de canto, danza y teatro musical con Carmen Roche y Miguel Tubía. Trabaja en el teatro desde 2012, donde produce, dirige y actúa para La Corona Producciones.
En 2010 interpretó el papel de María Amparo Suárez Illana, la hija de Adolfo Suárez, en la miniserie de Antena 3 Adolfo Suárez, el presidente. En 2013 y 2014 protagonizó la serie web de YouTube Qué rabia da. En 2014 interpretó el papel de Morenaza en la serie web Hipsteria. En 2016 y 2017 interpretó el papel de Isabel de Valois en la serie de La 1 y BBC Reinas, rodada en inglés.
En 2018 protagonizó la película Diana junto a Ana Rujas y al año siguiente, en 2019, prestó su voz en la serie animada La gallina Turuleca dirigida por Eduardo Gondell y Víctor Monigote.
En el verano de 2020 interpretó el papel de Begoña en la serie de Atresplayer Premium Campamento Albanta. En 2021 y 2022 fue elegida por TVE para interpretar el papel de Julia María Infante Lou / Julia María Cruz Lou en la telenovela diaria emitida en La 1 Dos vidas y donde actuó junto a actores como Amparo Piñero, Cristina de Inza, Oliver Ruano y Aída de la Cruz.

## Filmografía

### Actriz

#### Cine
| Año  | Título          | Personaje | Director     |
| ---- | --------------- | --------- | ------------ |
| 2007 | Los veraneantes | Nuria     | Jorge Viroga |
| 2018 | Diana           | Diana     | Alejo Moreno |

#### Televisión
| Año       | Título                       | Personaje                                      | Cadeña              | Notas         |
| --------- | ---------------------------- | ---------------------------------------------- | ------------------- | ------------- |
| 2010      | Adolfo Suárez, el presidente | Mariam Suárez Illana                           | Antena 3            | 2 episodios   |
| 2013-2014 | Qué rabia da                 |                                                | YouTube             | 2 episodios   |
| 2014      | Hipsteria                    | Morenaza                                       | MTV                 | 1 episodio    |
| 2016-2017 | Reinas                       | Isabel de Valois                               | La 1                | 6 episodios   |
| 2016-2017 | Reinas                       | Isabel de Valois                               | BBC                 | 6 episodios   |
| 2020      | Campamento Albanta           | Begoña                                         | Atresplayer Premium | 6 episodios   |
| 2021-2022 | Dos vidas                    | Julia María Infante Lou / Julia María Cruz Lou | La 1                | 255 episodios |

#### Cortometrajes
| Año  | Título         | Personaje     | Director       |
| ---- | -------------- | ------------- | -------------- |
| 2011 | La noche rota  | Amiga         | Diego Betancor |
| 2018 | Querida Alicia | Madre Nazaria | Pablo Moreno   |

### Actriz de voz

#### Televisión
| Año  | Título              | Director                          |
| ---- | ------------------- | --------------------------------- |
| 2019 | La gallina Turuleca | Eduardo Gondell y Víctor Monigote |

## Teatro
| Año       | Título                                                                            | Director                           |
| --------- | --------------------------------------------------------------------------------- | ---------------------------------- |
| 2013      | Los Monólogos de la Vagina                                                        | Flor Macías y Hannah Connor        |
| 2013      | Adiós, Homo Sapiens                                                               | Pedro Jiménez                      |
| 2013      | Si me pongo en tu lugar                                                           | Rosa Morales                       |
| 2013      | La Audición                                                                       | Pablo Iván Fernández Barahona      |
| 2014      | Amor y Locura: escenas de Platonov                                                | Paula Soldevila                    |
| 2014      | La mujer, el hombre y la libertad: escenas de Lorca e Ibsen                       | Juan Carlos Corazza                |
| 2014      | Nuestra Señora del Mare Sirenum                                                   | Anita del Rey                      |
| 2015      | Leyendo a Shakespeare                                                             | Juan Carlos Corazza                |
| 2015      | Hijos de Shakespeare                                                              | Juan Carlos Corazza                |
| 2016      | Lecturas incompletas de Cervantes y Shakespeare. Retablo de una noche de trabajos | Paula Soldevila y Raúl de la Torre |
| 2016-2017 | Una Corona para Claudia (musical)                                                 | Iker Azcoitia                      |
| 2017      | Ecos                                                                              | Alexandra Fierro                   |
| 2022-2023 | FAN                                                                               | Eva Ramos y Laura Ledesma          |
| 2022-2023 | La saga                                                                           | Cristina Higueras                  |

## Premios y reconocimientos
| Año  | Premio      | Categoría               | Trabajo | Resultado | Notas |
| ---- | ----------- | ----------------------- | ------- | --------- | ----- |
| 2018 | Premio Goya | Mejor actriz de reparto | Diana   | Nominada  |       |